# Louis Athanase Chaubard
Louis Athanase (o Anastase) Chaubard ( * Agen, 1785 - 1854 ibíd.) fue un botánico, pteridólogo, algólogo, liquenólogo y micólogo francés. 
Participa como botánico en la escritura del volumen consagrado a la flora descubierta en el Peloponeso por la expedición científica de Morée.

## Algunas publicaciones
- Éléments de Géologie mis à la portée de tout le monde et offrant la concordance ds faits géologiques avec les faits historiques tels qu'ils se trouvent dans la Bible, les traditions égyptiennes et les fables de la Grèce. Risler, 1833
- Notice géologique sur les terrains du département de Lot-et-Garonne (Ancien Agenais). Ed. impr. H. Fournier, 1830
- L'Univers expliqué par la révélation, ou Essai de philosophie positive. Ed. Debéourt, Baillière et l'Auteur, 1841
- Nouvelle Flore du Péloponèse, por Bory de St-Vincent en colaboración con L.-A. Chaubard

- La abreviatura «Chaub.» se emplea para indicar a Louis Athanase Chaubard como autoridad en la descripción y clasificación científica de los vegetales.[4]